# 加爾布濟
50°17′39″N 35°32′59″E / 50.29417°N 35.54972°E
哈爾布濟（烏克蘭語：Гарбузи）是位於烏克蘭東部的村莊，由哈爾科夫州博霍杜希夫區的博霍杜希夫市鎮負責管轄。該村始建於1918年，面積0.26平方公里，海拔高度183米，2001年人口12，人口密度每平方公里46人。